# Sant Antoni de Castelló d'Empúries
Sant Antoni de Castelló d'Empúries és una capella de Castelló d'Empúries (Alt Empordà) protegida com a Bé Cultural d'Interès Local. Situada a la zona sud del Parc Natural dels Aiguamolls de l'Empordà, en un dels trencants del camí rural natural que porta a El Cortalet, i situada a la part posterior del Cortal d'Avinyó.

## Descripció
Petita capella aïllada d'una sola nau de planta rectangular, amb absis semicircular i coberta amb una teulada a dues vessants de teula àrab. A cada una de les façanes laterals té adossat un contrafort amb el coronament a una vessant rematat també amb teula àrab, a mode de prolongació de la teulada de l'edifici. La façana principal, amb les cantonades adovellades, presenta un gran portal d'arc de mig punt, també adovellat, d'accés a l'interior de l'edifici i un campanar d'espadanya d'un sol arc de mig punt, lleugerament apuntat, sense campana. A la clau del portal s'aprecia un petit escut amb el símbol d'una parra i, a la part superior del portal, hi ha una placa amb la inscripció: CAPILLA DE Sª ANTONIO PROPIEDAD DE Dª JOSEFA ORIOLA DE ORNOS.
Està dedicada a sant Antoni abat i té uns Goigs editats l'any 2000 escrits per Montserrat Vayreda i musicats per Pere Cortada.

## Història
La dovella clau amb el relleu de la parra és un símbol de la família Brossa.